# Pajalagröt
Pajalagröt är en gröt baserad på bland annat råg- eller havreflingor, torkade katrinplommon och aprikoser. Rågflingor kan bytas ut mot kli. Gröten kan förvaras i kylskåp upp till en vecka och man tar fram allteftersom och värmer i mikrovågsugn.